# Alix Le Clerc
Alix Le Clerc o Maria Teresa de Jesús (Remiremont, Ducat de Lorena, 2 de febrer de 1576 - Nancy, 9 de gener de 1622) fou una religiosa francesa, fundadora de les Canongesses de Sant Agustí de la Congregació de la Mare de Déu. És venerada com a beata per l'Església catòlica.

## Biografia
Alix va néixer en 1576 a Remiremont (Vosges); era l'única descendent de Jean Le Clerc, senyor de Roville-aux-Chênes, i d'Anne Sagay, descendent d'una antiga família d'Épinal. Tingué la joventut pròpia d'una noia noble i rica, despreocupada i joliua. Una malaltia, però, va fer que medités i llegís lectures pietoses, que la van fer adonar de la futilitat de la vida.
A Hymont, on el seu pare s'havia traslladat, Alix guarí. No canvià, però, de vida fins que, temps després, va tenir una visió de la Mare de Déu durant una missa: llavors va decidir d'abraçar la vida religiosa.
Es va consagrar a la pregària i la penitència, vivint austerament. El juny de 1597, Pierre Fourier, nou rector de Mattaincourt, va convertir-se en el seu director espiritual. Tots dos van pensar de fundar una "nova residència de noies perquè hi practiquessin tot el bé que poguessin". Amb l'autorització de Fourier, va començar a viure en comunitat amb altres dones, ocupant-se dels pobres de la regió.
El pare d'Alix, cansat de suportar les burles que li feien per l'actitud de la seva filla, la va enviar al convent d'Ormes. Dues nobles, Madame d'Apremont i la baronessa de Fresnel, s'oferiren a acollir-la a Poussay, on algunes dames havien format un beateri, i Jean Le Clerc hi accedí. Alix i les seves companyes, a Poussay, van obrir una primera escola destinada a l'educació de les joves la tardor de 1598: va ésser la primera escola primària de la Lorena i la primera escola per a noies de tot França.

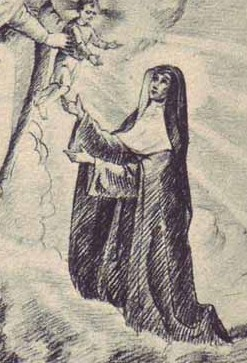
Dibuix de la beata Le Clerc
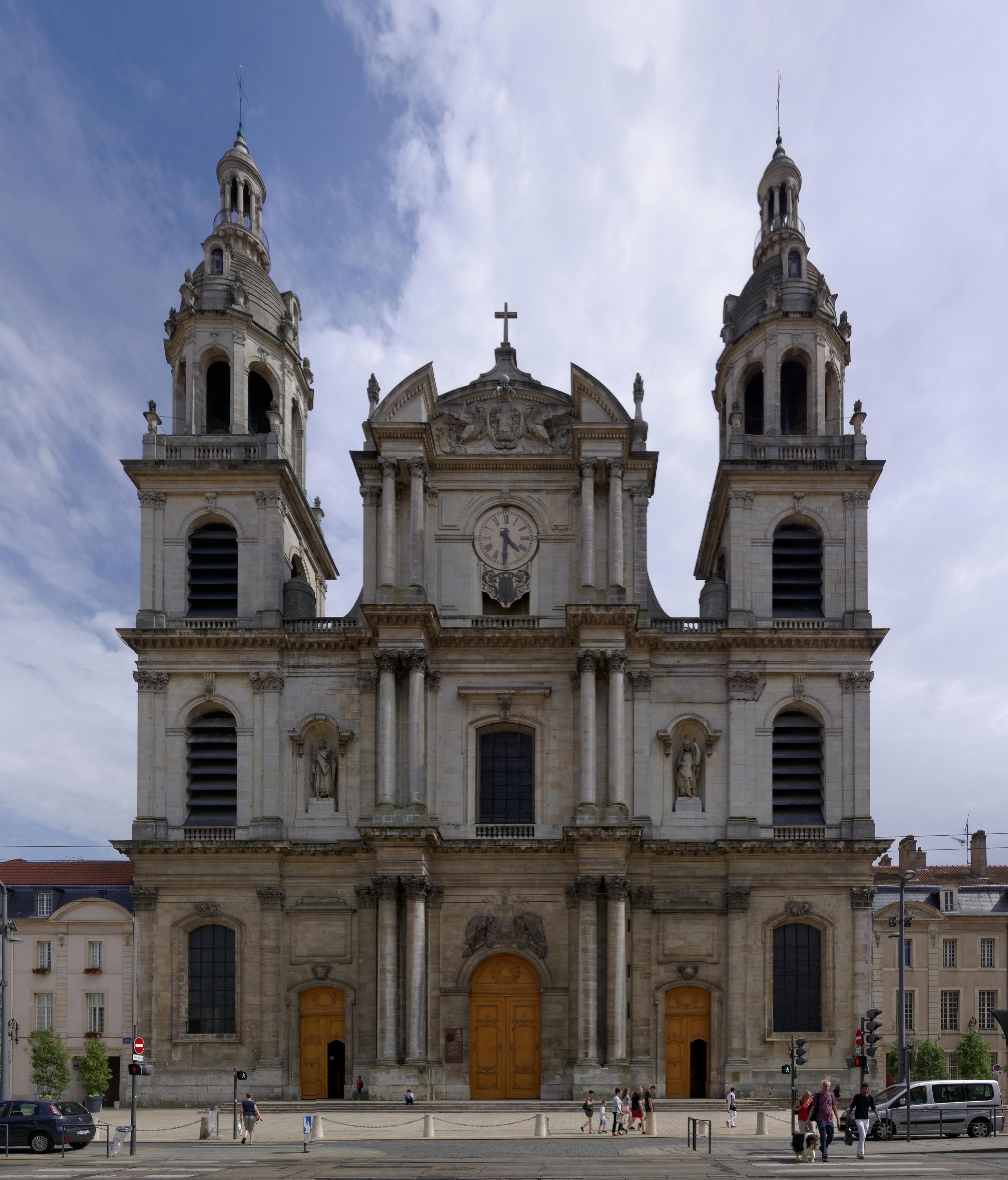
Catedral de Nancy
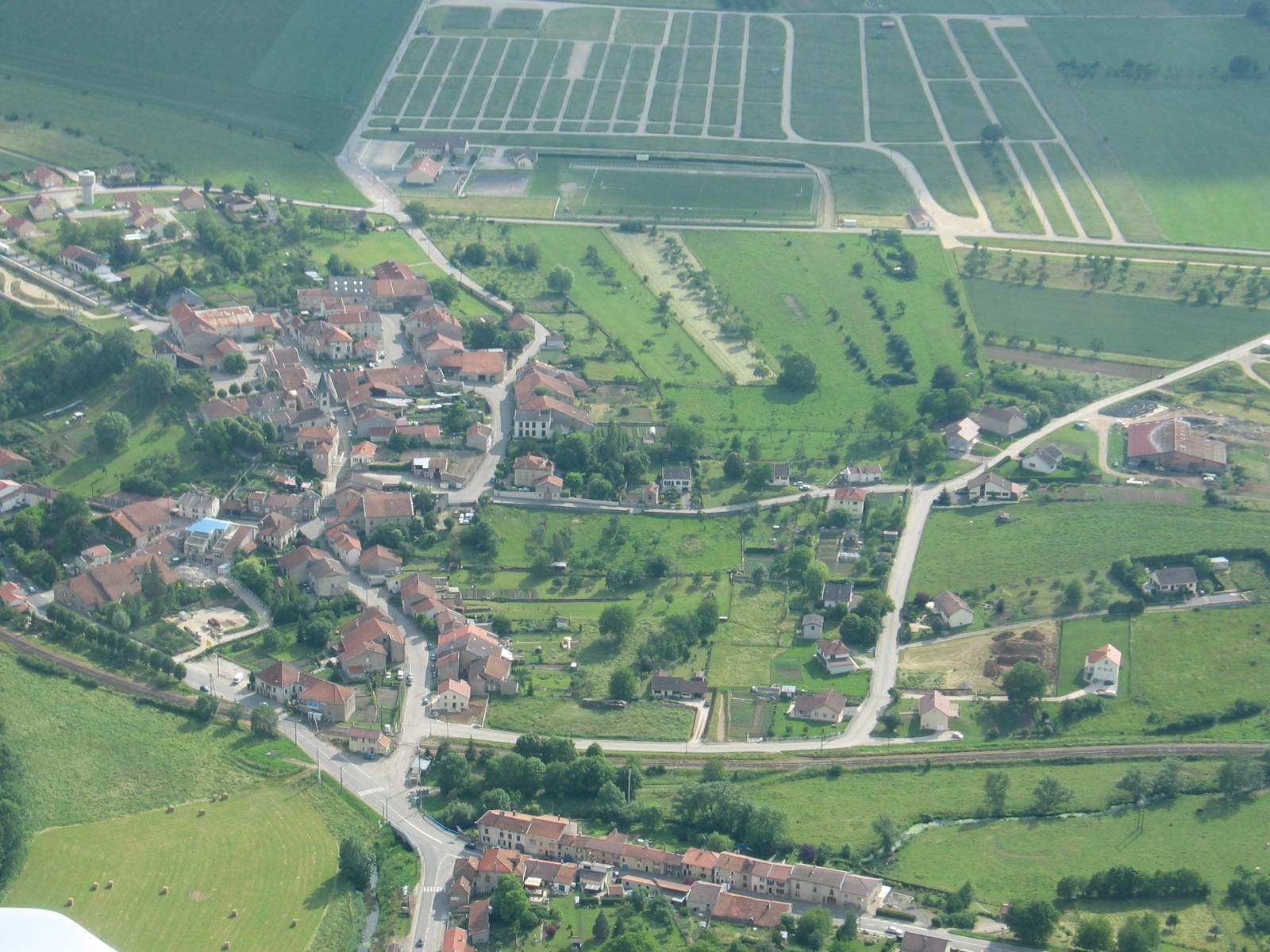
Poussay, lloc de la primera escola fundada

### Obra de fundació
Malgrat l'èxit de la primera escola, la comunitat va tenir dificultats: part de les dames no estava d'acord amb la tasca d'Alix i les seves seguidores. Aquestes es traslladaren a Mattaincourt, a una casa de Madame d'Apremont, i es posaren sota la protecció de Pierre Fourier. Aquest s'encarregà de fer conèixer l'obra al bisbe de Toul, Jean des Porcelets de Maillane, i d'obtenir l'aprovació del papa Urbà VIII per a la congregació, que arribarà en 1628.
Mentrestant, es fundaren noves escoles a Saint-Mihiel i Nancy: fou aquí on el cardenal Charles de Lorraine va aprovar la Congregació de la Benaurada Verge Maria el 8 de desembre de 1603. El 21 de novembre de 1617 va tenir lloc la presa d'hàbit de les religioses, presidida pel primat de Lorena i Fourier. Alix Le Clerc prengué llavors el nom de Thérèse de Jésus. Des de llavors, es fundaren escoles a Pont-à-Mousson (1604), Saint-Nicolas-de-Port (1605), Verdun (1608), entre d'altres.
Alix viatjà a algunes d'aquestes fundacions, donant consells i revisant-ne la tasca. En setembre de 1621 emmalaltí i ja no pogué deixar el llit: va rebre nombroses visites que li demanaven ajut espiritual, fins que morí a Nancy el 9 de gener de 1622.

## Veneració
Morta en llaor de santedat, la multitud va començar a venerar-la, entre ells el duc Enric II de Lorena. En 1666 es publicà, promoguda per la casa ducal, la Vie de la Mère Alix Le Clerc. La causa de beatificació fou interrompuda per la Revolució francesa. Represa, fou proclamada venerable el 21 de febrer de 1899 per Lleó XIII. Pius XII la beatificà el 4 de maig de 1947. Les seves restes són, des de 2007, a la catedral de Nancy.